# 菱野町
菱野町（ひしのちょう）は、愛知県瀬戸市菱野連区の町名。丁番を持たない単独町名である。

## 地理
- 瀬戸市の南西部に位置する[8]。西を神川町、北を赤重町、東を東赤重町・福元町、南を西脇町・幡西町と隣接している[8]。
- 県道瀬戸大府東海線と同瀬戸環状線が交差する菱野町交差点が中心地[8]。
- 銀行や農協があり、住宅地域[8]。

### 河川
- 矢田川（山口川） ： 町の南端、西脇町・幡西町との町境を西流している。
- 井林川（矢田川支流） ： 町の北部から南西部にかけて南流し、南西端で矢田川に注ぎ込んでいる。

- 矢田川（菱野町・西脇町境）
- 井林川（菱野町内）
- 矢田川と井林川の合流点[注釈 1]

### 学区
市立小・中学校に通う場合、学区は以下の通りとなる。また、公立高等学校普通科に通う場合の学区は以下の通りとなる。
| 番・番地等 | 小学校               | 中学校             | 高等学校 |
| ---------- | -------------------- | ------------------ | -------- |
| 全域       | 瀬戸市立幡山西小学校 | 瀬戸市立幡山中学校 | 尾張学区 |

## 歴史

### 町名の由来
「菱野」は日本各地に見られる地名であるが、「地形が菱形になっているところ」「湿地帯でヒシの草が密生しているところ」の2説があり、この地は後者の説に該当すると推察される。

### 沿革
この項では、菱野の地名の変遷についても述べる。
- 鎌倉時代には、尾張国「上菱野村」「下菱野村」として文献に名を残す[12]。
- 戦国時代には、尾張国山田郡「菱野村」として熊野社棟札に名が記されている[12]。
- 江戸時代には、尾張国愛知郡の尾張藩領水野代官所支配の菱野村となる[12]。
- 1889年（明治22年）10月1日 - 市町村制施行の際、菱野村と本地村が合併して幡野村となり、幡野村大字菱野となる[13][14]。
- 1906年（明治39年）5月10日 - 幡野村が山口村と合併して幡山村となり、幡山村大字菱野となる[15][14]。
- 1955年（昭和30年）2月11日 - 幡山村が瀬戸市に編入し、瀬戸市大字菱野となる[16][14]。
- 1963年（昭和38年）10月1日 - 瀬戸市大字菱野の一部が、幡野町・緑町・赤重町となる[17]。
- 1978年（昭和53年）
  - 3月1日 - 瀬戸市大字菱野の一部が、菱野台1〜2丁目・原山台1〜8丁目となる[18]。
  - 12月26日 - 瀬戸市大字菱野字赤重・福古・中島・宮前・東島・米泉・仲切・二本木・福元の各一部と同市赤重町の一部により、同市菱野町として成立[2]。なお同日に、瀬戸市大字菱野の一部が、菱野町・福元町・瀬戸口町・幡山町・東菱野町・西米泉町・東米泉町となる[2]。
- 1979年（昭和54年）12月1日 - 瀬戸市大字菱野の一部が、南菱野町・幡中町・台六町・南ケ丘町・幡西町・西脇町・羽根町・新田町・弁天町となる[19]。
- 1980年（昭和55年）3月1日 - 瀬戸市大字菱野の一部が、八幡台1〜3・9丁目・菱野台4丁目となる[20]。
- 1981年（昭和56年）2月1日 - 瀬戸市大字菱野の一部が、萩山台1〜4・7〜9丁目・菱野台3丁目・幡野町となる[21]。
- 1985年（昭和60年）4月27日 - 瀬戸市大字菱野の残部が、東赤重町1〜2丁目・白山町1〜2丁目・緑町2丁目となり、同日をもって瀬戸市大字菱野は消滅する[22]。

## 世帯数と人口
2024年（令和6年）2月1日現在の世帯数と人口は以下の通りである。
| 町丁   | 世帯数  | 人口  |
| ------ | ------- | ----- |
| 菱野町 | 340世帯 | 758人 |

### 人口の変遷
国勢調査による人口の推移
| 1995年（平成7年）  | 405人 | [ 23 ] |  |
| 2000年（平成12年） | 872人 | [ 24 ] |  |
| 2005年（平成17年） | 831人 | [ 25 ] |  |
| 2010年（平成22年） | 794人 | [ 26 ] |  |
| 2015年（平成27年） | 757人 | [ 27 ] |  |
| 2020年（令和2年）  | 745人 | [ 28 ] |  |

### 世帯数の変遷
国勢調査による世帯数の推移。
| 1995年（平成7年）  | 132世帯 | [ 23 ] |  |
| 2000年（平成12年） | 290世帯 | [ 24 ] |  |
| 2005年（平成17年） | 280世帯 | [ 25 ] |  |
| 2010年（平成22年） | 274世帯 | [ 26 ] |  |
| 2015年（平成27年） | 277世帯 | [ 27 ] |  |
| 2020年（令和2年）  | 293世帯 | [ 28 ] |  |

## 交通

### 鉄道
町内に鉄道は走っていない。最寄り駅は愛知環状鉄道・愛知環状鉄道線瀬戸口駅になる。

### バス
名鉄バス「東山線」
- 【40】【41】藤が丘 - 岩作 - 本地口 - 菱野団地 系統
- 【43】【44】藤が丘 - 岩作 - 本地口 - 瀬戸駅前 系統

以上、4系統共通 ： 菱野バス停
名鉄バス「本地ヶ原線」
- 【35】名鉄バスセンター - 引山 - 四軒家 - 本地ヶ原 - 菱野団地 系統が走っているが、町内にバス停はない。最寄りのバス停は神川バス停・瀬戸口町バス停になる。

瀬戸市コミュニティバス「上之山線」
- 瀬戸駅前 - 文化センター - 山口駅 - サンヒル上之山 - 八草駅 系統

瀬戸市コミュニティバス「本地線」
- 陶生病院 - 瀬戸口駅 - 愛知医大 系統

以上の2路線が走っているが、町内にバス停はない。最寄りのバス停は、瀬戸口駅バス停・瀬戸グリーンセンターバス停になる。
- 菱野バス停

### 道路
- 愛知県道22号瀬戸環状線[8] ： 町の中央部を東西に通っている。
- 愛知県道57号瀬戸大府東海線[8] ： 町の中央部を南北に通っている。

- 愛知県道22号・57号標識（菱野町交差点）

## 施設
- 瀬戸信用金庫赤重支店 ： 金融機関（店舗）コードは1554（040）[29]。窓口は平日のみ、ATMは土日祝も営業[29]。
- JAあいち尾東瀬戸支店 ： 金融機関（店舗）コードは6466（406）[30]。窓口は平日のみ、ATMは土日祝も営業[30]。
- JAあいち尾東瀬戸グリーンセンターとれたて館 ： 地元で取れた新鮮野菜をはじめ、玄米のお好み精米販売、切花、鉢花、園芸用品および熱帯魚を販売している[31]。また、併設するレストランでは、バイキング料理を提供している[31][32]。

- 瀬戸信用金庫 赤重支店
- JAあいち尾東 瀬戸支店
- JAあいち尾東 瀬戸グリーンセンターとれたて館

## その他

### 日本郵便
- 郵便番号 : 489-0934[6]（集配局：瀬戸郵便局[33]）。